# Thriller 40
Thriller 40 – 40. rocznicowa edycja szóstego studyjnego albumu Thriller (1982) wydanego przez amerykańskiego piosenkarza Michaela Jacksona. Oryginalny album sprzedał się w liczbie 70 milionów egzemplarzy na całym świecie, co czyni go najlepiej sprzedającym się albumem wszech czasów. Thriller 40 ukazał się 18 listopada 2022 roku i powstał we współpracy z Epic, Legacy Recordings i MJJ Productions. Był to pierwszy album tego artysty od wydania kompilacji Scream (2017). Thriller 40 to już trzecia reedycja oryginalnej płyty; poprzednimi były Special Edition (2001) i Thriller 25 (2008).

## Tło
Jackson wydał swój szósty album studyjny, Thriller, 30 listopada 1982 roku, ze sprzedażą szacowaną na ponad 70 milionów egzemplarzy na całym świecie. Thriller stał się najlepiej sprzedającym się albumem wszech czasów; 7 utworów zostało wydanych jako single, pierwszym z nich było „The Girl Is Mine” śpiewana z byłym członkiem The Beatles, Paulem McCartneyem. Sukces Thrillera umieścił Jacksona w dominującej pozycji muzyki pop, stając się międzynarodową ikoną popkultury.
16 maja 1983 roku Jackson wystąpił na Motown 25, imprezie zorganizowanej z okazji 25-lecia wytwórni Motown, na której po raz pierwszy wykonał Moonwalk. Po imprezie sprzedaż albumu znacznie wzrosła.
Od śmierci Jacksona wyciekło wiele piosenek, część z nich pochodziło z sesji do Thrillera, jedną z nich była „Starlight”, która jest oryginalnym demo utworu tytułowego. W lipcu 2022 roku piosenka zaczęła znikać z platformy Youtube, co dało początek spekulacjom, że takie demo będzie częścią albumu. Od września 2022 r. z YouTube znika również kolejne demo („She's Trouble”).
Wielu fanów wyraziło negatywne opinię na temat okładki Thrillera 40. W późniejszym czasie Sony ogłosiło powrót do klasycznej, tej używanej w oryginalnych wydaniach. Postanowiono jednak użyć nakładki z nowym logiem, podobnej do tych z Bad 25 oraz Off The Wall Special Edition.

## Promocja
Amerykański piosenkarz Maxwell wykonał „The Lady in My Life” na Billboard Music Awards jako hołd dla 40. rocznicy Thrillera. Mówiąc o przedstawieniu, Maxwell powiedział: „Czuję się zaszczycony, że mogę tu być, zaszczycony, że mogę świętować 40. rocznicę Thrillera, jednego z najlepszych i największych albumów jakie kiedykolwiek powstały”.

## Wydania
Ogłoszony 16 maja 2022 roku przez Michael Jackson Company, LLC, Thriller 40 jest dwunastym wydaniem Sony i/lub Motown od śmierci Jacksona w 2009 roku. Firma ogłosiła również dodatkowe wydania podstawowego albumu stworzone przez wytwórnię Mobile Fidelity Sound Lab, zarówno na Super Audio CD, jak i płycie winylowej LP, w limitowanej liczbie 40 000 numerowanych kopii. Ta ostatnia część ogłoszenia została później uznana przez dziennikarza The Washington Post, Geoffa Edgersa, za podsycanie publicznego sceptycyzmu wobec Mobile Fidelity, co doprowadziło do późniejszej kontrowersji na ich temat, używając plików Direct Stream Digital w wydaniach winylowych, które były reklamowane jako pochodzące bezpośrednio z analogowych taśm-matek.

## Lista utworów (Oryginalna zawartość albumu)
| 1. | „Wanna Be Startin’ Somethin’”            | 6:02  |
|    |                                          |       |
| 2. | „Baby Be Mine”                           | 4:20  |
|    |                                          |       |
| 3. | „The Girl Is Mine” (oraz Paul McCartney) | 3:42  |
|    |                                          |       |
| 4. | „Thriller”                               | 5:57  |
|    |                                          |       |
| 5. | „Beat It”                                | 4:18  |
|    |                                          |       |
| 6. | „Billie Jean”                            | 4:54  |
|    |                                          |       |
| 7. | „Human Nature”                           | 4:06  |
|    |                                          |       |
| 8. | „P.Y.T. (Pretty Young Thing)”            | 3:59  |
|    |                                          |       |
| 9. | „The Lady in My Life”                    | 4:59  |
|    |                                          |       |
|    |                                          | 42:17 |
|    |                                          |       |

## Lista utworów (Bonusowa zawartość Thriller 40)
| 10. | „Starlight’”                           | „5:04’” |
|     |                                        |         |
| 11. | „Got The Hots (Demo)’”                 | „4:26’” |
|     |                                        |         |
| 12. | „Who Do You Know (Demo)”               | „5:24’” |
|     |                                        |         |
| 13. | „Carousel’”                            | „3:41’” |
|     |                                        |         |
| 14. | „Behind The Mask - Mike's Mix (Demo)’” | „5:03’” |
|     |                                        |         |
| 15. | „Can't Get Outta The Rain’”            | „4:08’” |
|     |                                        |         |
| 16. | „The Toy (Demo)’”                      | „3:06’” |
|     |                                        |         |
| 17. | „Sunset Driver (Demo)’”                | „4:04’” |
|     |                                        |         |
| 18. | „What A Lovely Way To Go (Demo)’”      | „3:57’” |
|     |                                        |         |
| 19. | „She's Trouble (Demo)’”                | „4:14’” |
|     |                                        |         |
|     |                                        | 00:00   |
|     |                                        |         |
^[a] 
| Kraj             | Data              | Wytwórnia                                        | Format                  |
| ---------------- | ----------------- | ------------------------------------------------ | ----------------------- |
| Na całym świecie | 18 listopada 2022 | Epic Records, Legacy Recordings, MJJ Productions | płyta CD, płyta LP, MP3 |